# جيرهارد أونغر
جيرهارد أونغر (بالألمانية: Gerhard Unger)‏ هو مغني ومغني أوبرا ألماني، ولد في 26 نوفمبر 1916 في باد زالتسونغن في ألمانيا، وتوفي في 4 يوليو 2011 في شتوتغارت في ألمانيا.

## وصلات خارجية
- جيرهارد أنجر على موقع IMDb (الإنجليزية)
- جيرهارد أنجر على موقع ميوزك برينز (الإنجليزية)
- جيرهارد أنجر على موقع أول موفي (الإنجليزية)
- جيرهارد أنجر على موقع أول ميوزيك (الإنجليزية)
- جيرهارد أنجر على موقع ديسكوغز (الإنجليزية)